# Zoe De Toledo
Pour les articles homonymes, voir Toledo.
Zoe De Toledo est une rameuse britannique née le 17 juillet 1987 à Sheffield. Elle a remporté la médaille d'argent du huit féminin aux Jeux olympiques d'été de 2016 à Rio de Janeiro.